# Клаудія Галейцьо
Клаудія Галейцьо (пол. Klaudia Halejcio; нар. 13 вересня 1990 року у Варшаві) — польська теле та кіноактриса.

## Біографія
Була студенткою Варшавської школи соціальної психології за спеціальністю «соціальна психологія».
Виступає як акторка з чотирьох років. У 2000—2005 роках брала участь у виставі «Uroczystość» у варшавському театрі «Розмаїття». В основному відома завдяки своїм появам у телесеріалах: Złotopolscy, Pierwsza miłość, Rezydencja, Przepis na życie та Hotel 52. На великому екрані дебютувала у фільмі Рафала Вєчиньського Popiełuszko. Wolność jest w nas (2009).
Брала участь в телевізійних розважальних програмах: «Танці з зірками / Taniec z gwiazdami» (2014) і «Танцюй Танцюй Танцюй / Dance Dance Dance» (2019).Співведуча програми WP «Ремонт у подарунок / Remont w prezencie» (2020)..

## Особисте життя
У 2014—2016 роках вона мала стосунки з танцюристом Томашем Бараньським, з яким познайомилася під час підготовки до програми «Танці з зірками». У 2019 році вона оголосила про завершення чергових стосунків. З 2020 року її супутником життя є підприємець Оскар Войцеховський, з яким вона проживає в районі Урсинув у Варшаві. У 2023 році пара заручилася. У них є донька Нел (2021 р.н.).

## Театр
- 2000—2005: Святкування / Uroczystość, реж. Гжегож Яжина, Театр Rozmaitości у Варшаві
- 2012: Король драми / Król Dramatu, реж. Марек Модзелевський, Театр Imka у Варшаві
- 2015—2016: Людина двох босів / Człowiek dwóch szefów, реж. Томаш Дуткевич, Театр Komedia у Варшаві
- 2016: Дружина потрібна негайно / Żona potrzebna od zaraz, реж. Томаш Дуткевич, Театр Komedia у Варшаві

## Фільмографія

### Художні фільми
- 2009: Попелушко. Свобода всередині нас / Popiełuszko. Wolność jest w nas — Каська
- 2013: Остання хвилина / Last minute — Домініка, донька Томаша
- 2015: Wkręteni 2 — блогер 2016: 7 речей, яких ви не знаєте про чоловіків / 7 rzeczy, których nie wiecie o facetach — брюнетка
- 2016: Історія Рої / Historia Roja — нареченої
- 2018: Серце не слуга / Serce nie sługa — брюнетка в клубі
- 2021: Герек / Gierek — секретарка Риба
- 2022: Історія злочинів. Історія кохання / Krime Story. Love Stor — Магда
- 2022: Щастя буває в парі / Szczęścia chodzą parami

### Серіали
- 1998: 13 дільниця / 13 posterunek — Зюзя, дівчинка з дитсадка, яка посоромилася розповісти вірш про міліцію (17 серія)
- 2002: Кася і Томек / Kasia i Tomek — розвідники загону «Дзікі» (23 серія, озвучка)
- 2003—2010: Золотопольща / Złotopolscy — Анджеліка Квасьневська
- 2005—2007 / 2014—2017: Перше кохання / Pierwsza miłość — Клавдія Порай, дівчина Маріуша Кжижановського / Луїза Флорек, дівчина Міксера
- 2006: Na Wspólnej — Юлія
- 2008: Plebania — дівчина на кастинг-студії (епізод 1087)
- 2008: Добре і погано / Na dobre i na złe — Ага, дочка Артура (329 серія)
- 2009: Попелушко. Свобода всередині нас / Popiełuszko. Wolność jest w nas — Каська
- 2009, 2010: Отець Матеуш / Ojciec Mateus — дівчина в солярії Маріоли (15 серія) / Магда Фідецька (43 серія)
- 2011: Резиденція / Rezydencja — Марися Подгорецька
- 2011—2013: Рецепт життя / Przepis na życie — Вікторія «Śliczna»
- 2012—2013: Готель 52 / Hotel 52 — портьє Сара
- 2014: Це не кінець світу / To nie koniec świata — Моніка Лаукс
- 2014: Комісар Алекс / Komisarz Alex — Аліна Ленчик (серія 55)
- 2018: Отець Матеуш / Ojciec Mateusz — Маріола (серія 252)
- 2019: O mnie się nie martw — Пауліна (серії 131, 132)
- 2022: Komisarz Mama — Анна Варецька (23 серія)

### Театр телебачення
- 1997: Дзяди, реж. Ян Енглерт
- 2000: Весілля, реж. Роланд Ровіньський в ролі Бісі